# 補有限
数学において、集合 X の部分集合 A が補有限（ほゆうげん、英: cofinite; 余有限）であるとは、A の X における補集合が有限集合であることをいう。すなわち、補有限集合 A は「 X の有限個の例外を除く全ての元を含む」ような X の部分集合である。補集合が有限でなく可算である場合、その集合は補可算（あるいは余可算）であるという。
補有限の概念は、有限集合に関するものを無限集合に対して一般化する際に自然に生ずる。特に、直積位相や直和加群などのような無限積について、無限であるのと補有限であるのとで本質的な差異を生むものもある。

## 有限補有限ブール代数
集合 X の有限または補有限な部分集合全体の成す集合は、合併・交叉および補集合をとる操作に関して閉じており、X 上の有限補有限代数と呼ばれるブール代数の構造を持つ。ブール代数 A が単項でない超フィルター（すなわち、その代数の単独の元で生成されることのない極大フィルター）をただ一つ持つための必要十分条件は、有限補有限代数が A と同型になるような無限集合 X が存在することである。このとき、唯一の単項でない超フィルターは補有限部分集合全体の成す集合に対応する。

## 補有限位相
補有限位相 (cofinite topology)（若しくは有限補集合位相 (finite complement topology)）は任意の集合 X 上で定義することができる位相である。これは、ちょうど空集合および X の全ての補有限部分集合を開集合とする位相空間である。したがって、補有限位相空間において任意の閉集合は必ず有限集合となるか、さもなくば全体空間 X である。記号で書けば、補有限位相とは
{\displaystyle {\mathcal {T}}=\{A\subseteq X\mid A=\varnothing {\mbox{ or }}X\setminus A{\mbox{ is finite}}\}}
のことをいう。補有限位相はザリスキー位相の文脈で自然に生じる。実際、体 K 上の多項式で有限集合上または K の全域で常に 0 となるようなものの全体は、K 上のザリスキー位相で（「アフィン直線」として）考えたとき、補有限位相を与える。同様のことは、任意の既約代数曲線においても成り立つ。一方、例えば平面上の曲線 XY = 0 などでは成り立たない。

### 性質
- 部分空間に関して： 補有限位相空間の任意の部分位相空間はふたたび補有限である。
- コンパクト性に関して： 補有限位相空間の任意の開集合は有限個の例外を除いて X の全ての点を含むから、空間 X はコンパクトかつ点列コンパクトである。
- 分離性に関して： 補有限位相は T1-分離公理を満たすもっとも粗い位相（つまり、任意の一元集合が閉であるような最小の位相）である。実は、X 上の位相が T1-分離公理を満たす必要十分条件は、それが補有限位相を含むことである。X が有限集合ならば、その補有限位相は単に離散位相のことに他ならない。X が無限集合の場合、補有限位相は、空でないどの二つの開集合も互いに素ではない（つまり超連結である）から、 T2 でも正則でも正規でもない。

### 二重点補有限位相
二重点補有限位相 (double-pointed cofinite topology) はその各点がすべて二重点であるような補有限位相、つまり補有限位相と密着位相との積位相である。二重点を成す点の対は位相的に区別不能であるから、この空間は T0 でもT1 でもない。その代わり、位相的に区別不能な点の全体は可分であるから、R0 にはなる。
可算な二重点補有限位相の例は、偶数全体および奇数全体の集合にそれらをまとめて扱うような位相を入れたもので与えられる。X を整数全体の集合、OA を整数からなる集合でその補集合が A であるようなものとする。各整数 x に対して、開集合 Gx の準開基を、x が偶数のとき
Gx = O{x, x+1}
および、x が奇数のとき
Gx = O{x-1, x}
で定めれば、X の開基集合はこれらの有限交叉によって生成される。すなわち、この位相に関する開集合は、適当な有限集合 A に対する
{\displaystyle U_{A}:=\bigcap _{x\in A}G_{x}}
の形で与えられる。こうして与えられた空間は、偶数 x に対して x と x + 1 は位相的に区別不能なので、T0 でない（従って T1 でもない）。しかしこの空間は、UA の有限和で被覆されるから、コンパクト空間になる。

## 他の例

### 直積位相
位相空間族 Xi の直積上に定義される直積位相は、各 i について Ui ⊂ Xi なる開集合の直積
{\displaystyle \prod U_{i}}
で、有限を除く全ての i について Ui = Xi であるようなものを開基にもつ。
（有限個の例外を除いて全空間に一致するという条件を外した）類似概念に箱位相がある。

### 加群の直和
加群の直和
{\displaystyle \bigoplus M_{i}}
は、有限を除く全てが αi = 0 であるような列 (αi) (ただし全ての i について αi ∈ Mi) を元としてその全体からなる。
（有限個を除いて全て 0 であるという条件を外した）類似概念は加群の直積である。